# Deleted Scenes from the Cutting Room Floor
Deleted Scenes from the Cutting Room Floor is het eerste studioalbum van de Nederlandse zangeres Caro Emerald. Wereldwijd werden ruim 1,3 miljoen exemplaren van het album verkocht. In Nederland was de plaat het bestverkochte album van 2010. In de Album Top 100 bracht het een recordaantal van dertig weken door op nummer 1.

## Geschiedenis
De titel refereert aan een term uit de filmindustrie. Scenes werden versneden in de 'cutting room', waar ongebruikte delen film op de grond eindigden. Naar analogie met het filmthema worden David Schreurs en Vincent Degiorgio in het artwork gecredit als 'creative directors' voor het creëren van de visuele en conceptuele wereld ronde de muziek, zoals artwork en video's. Ook heeft ieder nummer een beknopte synopsis, geschreven door Degiorgio en toegevoegd aan het artwork. 
Het album is geschreven en geproduceerd door David Schreurs, Vincent Degiorgio, Jan van Wieringen en Caroline van der Leeuw en kwam in januari 2010 uit op het eigen label Grandmono Records, met Emerald als 'starring artist'. Voor de komst van het album waren de singles Back It Up en A Night Like This, dat de eerste plaats in de Nederlandse Single Top 100 bereikte, al uitgebracht. Een week na de release kwam Deleted Scenes from the Cutting Room Floor binnen op de eerste plaats van de Album Top 100. Binnen zes weken bereikte het de platina status. 
Het album stond de eerste acht weken onafgebroken op de eerste plaats. Volgens GfK wist nooit eerder een nationale artiest deze positie zo lang vast te houden met een debuutalbum. Dat persbericht bleek destijds incorrect, daar het record 10 weken was en op naam van Krezip stond. Toen het album in de lijst van 22 mei 2010 voor de 15e week op nummer 1 stond, werd het record voor een debuutalbum gebroken. Dit record stond sinds 1988 op naam van Tracy Chapman. Later verbeterde Emerald ook het record van Strauß & co van André Rieu, dat 19 weken op de eerste plaats had gestaan, en bracht haar totaal op dertig weken op nummer 1. Een jaar later raakte ze dat record alweer kwijt toen ze werd geklopt door 21 van Adele (31 weken).
Na het succes in Nederland werd Deleted Scenes from the Cutting Room Floor in veel andere Europese landen uitgebracht, met verschillende top 10-noteringen als gevolg. Behalve in Nederland (6x platina) behaalde Emerald eremetaal in Polen (3x platina), Verenigd Koninkrijk (1 platina), Duitsland (1x platina) en goud in Oostenrijk en Zwitserland. In Nederland werden in totaal meer dan 330.000 exemplaren van het album verkocht.

## Nummers

### Deleted Scenes From The Cutting Room Floor (cd)
| 1.                 | That Man                   | 3:52 |
| 2.                 | Just One Dance             | 4:02 |
| 3.                 | Riviera Life               | 3:28 |
| 4.                 | Back It Up                 | 3:52 |
| 5.                 | The Other Woman            | 5:33 |
| 6.                 | Absolutely Me              | 2:45 |
| 7.                 | You Don't Love Me          | 3:53 |
| 8.                 | Dr. Wanna Do               | 3:01 |
| 9.                 | Stuck                      | 4:33 |
| 10.                | I Know That He's Mine      | 4:17 |
| 11.                | A Night Like This          | 3:46 |
| 12.                | The Lipstick on His Collar | 3:37 |
| Totale duur: 46:55 |                            |      |

### Deleted Scenes From The Cutting Room Floor (lp)
| Nr. | Titel          | Duur |
| --- | -------------- | ---- |
| 1.  | That Man       | 3:52 |
| 2.  | Just One Dance | 4:00 |
| 3.  | Riviera Life   | 3:28 |

| Nr. | Titel           | Duur |
| --- | --------------- | ---- |
| 1.  | Back It Up      | 3:52 |
| 2.  | The Other Woman | 5:33 |
| 3.  | Absolutely Me   | 2:45 |

| Nr. | Titel             | Duur |
| --- | ----------------- | ---- |
| 1.  | You Don't Love Me | 3:53 |
| 2.  | Dr. Wanna Do      | 3:01 |
| 3.  | Stuck             | 4:33 |

| 1.                 | I Know That He's Mine      | 4:17 |
| 2.                 | A Night Like This          | 3:45 |
| 3.                 | The Lipstick on His Collar | 3:37 |
| Totale duur: 46:52 |                            |      |

## Hitnoteringen

### NederlandseAlbum Top 100
| Hitnotering (week 1 t/m 105): 06-02-2010 t/m 04-02-2012 Hitnotering (week 106 t/m 122): 07-07-2012 t/m 27-10-2012 Hitnotering (week 123): 10-11-2012 Hitnotering (week 124 t/m 130): 01-12-2012 t/m 12-01-2013 Hitnotering (week 131 t/m 165): 26-01-2013 t/m 21-09-2013 Hitnotering (week 166 t/m 167): 05-10-2013 t/m 12-10-2013 Hitnotering (week 168): 04-01-2014 Hitnotering (week 169): 25-01-2014 Hitnotering (week 170 t/m 172): 15-03-2014 t/m 29-03-2014 Hitnotering (week 173 t/m 174): 27-09-2014 t/m 04-10-2014 Hitnotering (week 175): 18-10-2014 Hitnotering (week 176): 23-05-2015 | Hitnotering (week 1 t/m 105): 06-02-2010 t/m 04-02-2012 Hitnotering (week 106 t/m 122): 07-07-2012 t/m 27-10-2012 Hitnotering (week 123): 10-11-2012 Hitnotering (week 124 t/m 130): 01-12-2012 t/m 12-01-2013 Hitnotering (week 131 t/m 165): 26-01-2013 t/m 21-09-2013 Hitnotering (week 166 t/m 167): 05-10-2013 t/m 12-10-2013 Hitnotering (week 168): 04-01-2014 Hitnotering (week 169): 25-01-2014 Hitnotering (week 170 t/m 172): 15-03-2014 t/m 29-03-2014 Hitnotering (week 173 t/m 174): 27-09-2014 t/m 04-10-2014 Hitnotering (week 175): 18-10-2014 Hitnotering (week 176): 23-05-2015 | Hitnotering (week 1 t/m 105): 06-02-2010 t/m 04-02-2012 Hitnotering (week 106 t/m 122): 07-07-2012 t/m 27-10-2012 Hitnotering (week 123): 10-11-2012 Hitnotering (week 124 t/m 130): 01-12-2012 t/m 12-01-2013 Hitnotering (week 131 t/m 165): 26-01-2013 t/m 21-09-2013 Hitnotering (week 166 t/m 167): 05-10-2013 t/m 12-10-2013 Hitnotering (week 168): 04-01-2014 Hitnotering (week 169): 25-01-2014 Hitnotering (week 170 t/m 172): 15-03-2014 t/m 29-03-2014 Hitnotering (week 173 t/m 174): 27-09-2014 t/m 04-10-2014 Hitnotering (week 175): 18-10-2014 Hitnotering (week 176): 23-05-2015 | Hitnotering (week 1 t/m 105): 06-02-2010 t/m 04-02-2012 Hitnotering (week 106 t/m 122): 07-07-2012 t/m 27-10-2012 Hitnotering (week 123): 10-11-2012 Hitnotering (week 124 t/m 130): 01-12-2012 t/m 12-01-2013 Hitnotering (week 131 t/m 165): 26-01-2013 t/m 21-09-2013 Hitnotering (week 166 t/m 167): 05-10-2013 t/m 12-10-2013 Hitnotering (week 168): 04-01-2014 Hitnotering (week 169): 25-01-2014 Hitnotering (week 170 t/m 172): 15-03-2014 t/m 29-03-2014 Hitnotering (week 173 t/m 174): 27-09-2014 t/m 04-10-2014 Hitnotering (week 175): 18-10-2014 Hitnotering (week 176): 23-05-2015 | Hitnotering (week 1 t/m 105): 06-02-2010 t/m 04-02-2012 Hitnotering (week 106 t/m 122): 07-07-2012 t/m 27-10-2012 Hitnotering (week 123): 10-11-2012 Hitnotering (week 124 t/m 130): 01-12-2012 t/m 12-01-2013 Hitnotering (week 131 t/m 165): 26-01-2013 t/m 21-09-2013 Hitnotering (week 166 t/m 167): 05-10-2013 t/m 12-10-2013 Hitnotering (week 168): 04-01-2014 Hitnotering (week 169): 25-01-2014 Hitnotering (week 170 t/m 172): 15-03-2014 t/m 29-03-2014 Hitnotering (week 173 t/m 174): 27-09-2014 t/m 04-10-2014 Hitnotering (week 175): 18-10-2014 Hitnotering (week 176): 23-05-2015 | Hitnotering (week 1 t/m 105): 06-02-2010 t/m 04-02-2012 Hitnotering (week 106 t/m 122): 07-07-2012 t/m 27-10-2012 Hitnotering (week 123): 10-11-2012 Hitnotering (week 124 t/m 130): 01-12-2012 t/m 12-01-2013 Hitnotering (week 131 t/m 165): 26-01-2013 t/m 21-09-2013 Hitnotering (week 166 t/m 167): 05-10-2013 t/m 12-10-2013 Hitnotering (week 168): 04-01-2014 Hitnotering (week 169): 25-01-2014 Hitnotering (week 170 t/m 172): 15-03-2014 t/m 29-03-2014 Hitnotering (week 173 t/m 174): 27-09-2014 t/m 04-10-2014 Hitnotering (week 175): 18-10-2014 Hitnotering (week 176): 23-05-2015 | Hitnotering (week 1 t/m 105): 06-02-2010 t/m 04-02-2012 Hitnotering (week 106 t/m 122): 07-07-2012 t/m 27-10-2012 Hitnotering (week 123): 10-11-2012 Hitnotering (week 124 t/m 130): 01-12-2012 t/m 12-01-2013 Hitnotering (week 131 t/m 165): 26-01-2013 t/m 21-09-2013 Hitnotering (week 166 t/m 167): 05-10-2013 t/m 12-10-2013 Hitnotering (week 168): 04-01-2014 Hitnotering (week 169): 25-01-2014 Hitnotering (week 170 t/m 172): 15-03-2014 t/m 29-03-2014 Hitnotering (week 173 t/m 174): 27-09-2014 t/m 04-10-2014 Hitnotering (week 175): 18-10-2014 Hitnotering (week 176): 23-05-2015 | Hitnotering (week 1 t/m 105): 06-02-2010 t/m 04-02-2012 Hitnotering (week 106 t/m 122): 07-07-2012 t/m 27-10-2012 Hitnotering (week 123): 10-11-2012 Hitnotering (week 124 t/m 130): 01-12-2012 t/m 12-01-2013 Hitnotering (week 131 t/m 165): 26-01-2013 t/m 21-09-2013 Hitnotering (week 166 t/m 167): 05-10-2013 t/m 12-10-2013 Hitnotering (week 168): 04-01-2014 Hitnotering (week 169): 25-01-2014 Hitnotering (week 170 t/m 172): 15-03-2014 t/m 29-03-2014 Hitnotering (week 173 t/m 174): 27-09-2014 t/m 04-10-2014 Hitnotering (week 175): 18-10-2014 Hitnotering (week 176): 23-05-2015 | Hitnotering (week 1 t/m 105): 06-02-2010 t/m 04-02-2012 Hitnotering (week 106 t/m 122): 07-07-2012 t/m 27-10-2012 Hitnotering (week 123): 10-11-2012 Hitnotering (week 124 t/m 130): 01-12-2012 t/m 12-01-2013 Hitnotering (week 131 t/m 165): 26-01-2013 t/m 21-09-2013 Hitnotering (week 166 t/m 167): 05-10-2013 t/m 12-10-2013 Hitnotering (week 168): 04-01-2014 Hitnotering (week 169): 25-01-2014 Hitnotering (week 170 t/m 172): 15-03-2014 t/m 29-03-2014 Hitnotering (week 173 t/m 174): 27-09-2014 t/m 04-10-2014 Hitnotering (week 175): 18-10-2014 Hitnotering (week 176): 23-05-2015 | Hitnotering (week 1 t/m 105): 06-02-2010 t/m 04-02-2012 Hitnotering (week 106 t/m 122): 07-07-2012 t/m 27-10-2012 Hitnotering (week 123): 10-11-2012 Hitnotering (week 124 t/m 130): 01-12-2012 t/m 12-01-2013 Hitnotering (week 131 t/m 165): 26-01-2013 t/m 21-09-2013 Hitnotering (week 166 t/m 167): 05-10-2013 t/m 12-10-2013 Hitnotering (week 168): 04-01-2014 Hitnotering (week 169): 25-01-2014 Hitnotering (week 170 t/m 172): 15-03-2014 t/m 29-03-2014 Hitnotering (week 173 t/m 174): 27-09-2014 t/m 04-10-2014 Hitnotering (week 175): 18-10-2014 Hitnotering (week 176): 23-05-2015 | Hitnotering (week 1 t/m 105): 06-02-2010 t/m 04-02-2012 Hitnotering (week 106 t/m 122): 07-07-2012 t/m 27-10-2012 Hitnotering (week 123): 10-11-2012 Hitnotering (week 124 t/m 130): 01-12-2012 t/m 12-01-2013 Hitnotering (week 131 t/m 165): 26-01-2013 t/m 21-09-2013 Hitnotering (week 166 t/m 167): 05-10-2013 t/m 12-10-2013 Hitnotering (week 168): 04-01-2014 Hitnotering (week 169): 25-01-2014 Hitnotering (week 170 t/m 172): 15-03-2014 t/m 29-03-2014 Hitnotering (week 173 t/m 174): 27-09-2014 t/m 04-10-2014 Hitnotering (week 175): 18-10-2014 Hitnotering (week 176): 23-05-2015 | Hitnotering (week 1 t/m 105): 06-02-2010 t/m 04-02-2012 Hitnotering (week 106 t/m 122): 07-07-2012 t/m 27-10-2012 Hitnotering (week 123): 10-11-2012 Hitnotering (week 124 t/m 130): 01-12-2012 t/m 12-01-2013 Hitnotering (week 131 t/m 165): 26-01-2013 t/m 21-09-2013 Hitnotering (week 166 t/m 167): 05-10-2013 t/m 12-10-2013 Hitnotering (week 168): 04-01-2014 Hitnotering (week 169): 25-01-2014 Hitnotering (week 170 t/m 172): 15-03-2014 t/m 29-03-2014 Hitnotering (week 173 t/m 174): 27-09-2014 t/m 04-10-2014 Hitnotering (week 175): 18-10-2014 Hitnotering (week 176): 23-05-2015 | Hitnotering (week 1 t/m 105): 06-02-2010 t/m 04-02-2012 Hitnotering (week 106 t/m 122): 07-07-2012 t/m 27-10-2012 Hitnotering (week 123): 10-11-2012 Hitnotering (week 124 t/m 130): 01-12-2012 t/m 12-01-2013 Hitnotering (week 131 t/m 165): 26-01-2013 t/m 21-09-2013 Hitnotering (week 166 t/m 167): 05-10-2013 t/m 12-10-2013 Hitnotering (week 168): 04-01-2014 Hitnotering (week 169): 25-01-2014 Hitnotering (week 170 t/m 172): 15-03-2014 t/m 29-03-2014 Hitnotering (week 173 t/m 174): 27-09-2014 t/m 04-10-2014 Hitnotering (week 175): 18-10-2014 Hitnotering (week 176): 23-05-2015 | Hitnotering (week 1 t/m 105): 06-02-2010 t/m 04-02-2012 Hitnotering (week 106 t/m 122): 07-07-2012 t/m 27-10-2012 Hitnotering (week 123): 10-11-2012 Hitnotering (week 124 t/m 130): 01-12-2012 t/m 12-01-2013 Hitnotering (week 131 t/m 165): 26-01-2013 t/m 21-09-2013 Hitnotering (week 166 t/m 167): 05-10-2013 t/m 12-10-2013 Hitnotering (week 168): 04-01-2014 Hitnotering (week 169): 25-01-2014 Hitnotering (week 170 t/m 172): 15-03-2014 t/m 29-03-2014 Hitnotering (week 173 t/m 174): 27-09-2014 t/m 04-10-2014 Hitnotering (week 175): 18-10-2014 Hitnotering (week 176): 23-05-2015 | Hitnotering (week 1 t/m 105): 06-02-2010 t/m 04-02-2012 Hitnotering (week 106 t/m 122): 07-07-2012 t/m 27-10-2012 Hitnotering (week 123): 10-11-2012 Hitnotering (week 124 t/m 130): 01-12-2012 t/m 12-01-2013 Hitnotering (week 131 t/m 165): 26-01-2013 t/m 21-09-2013 Hitnotering (week 166 t/m 167): 05-10-2013 t/m 12-10-2013 Hitnotering (week 168): 04-01-2014 Hitnotering (week 169): 25-01-2014 Hitnotering (week 170 t/m 172): 15-03-2014 t/m 29-03-2014 Hitnotering (week 173 t/m 174): 27-09-2014 t/m 04-10-2014 Hitnotering (week 175): 18-10-2014 Hitnotering (week 176): 23-05-2015 | Hitnotering (week 1 t/m 105): 06-02-2010 t/m 04-02-2012 Hitnotering (week 106 t/m 122): 07-07-2012 t/m 27-10-2012 Hitnotering (week 123): 10-11-2012 Hitnotering (week 124 t/m 130): 01-12-2012 t/m 12-01-2013 Hitnotering (week 131 t/m 165): 26-01-2013 t/m 21-09-2013 Hitnotering (week 166 t/m 167): 05-10-2013 t/m 12-10-2013 Hitnotering (week 168): 04-01-2014 Hitnotering (week 169): 25-01-2014 Hitnotering (week 170 t/m 172): 15-03-2014 t/m 29-03-2014 Hitnotering (week 173 t/m 174): 27-09-2014 t/m 04-10-2014 Hitnotering (week 175): 18-10-2014 Hitnotering (week 176): 23-05-2015 | Hitnotering (week 1 t/m 105): 06-02-2010 t/m 04-02-2012 Hitnotering (week 106 t/m 122): 07-07-2012 t/m 27-10-2012 Hitnotering (week 123): 10-11-2012 Hitnotering (week 124 t/m 130): 01-12-2012 t/m 12-01-2013 Hitnotering (week 131 t/m 165): 26-01-2013 t/m 21-09-2013 Hitnotering (week 166 t/m 167): 05-10-2013 t/m 12-10-2013 Hitnotering (week 168): 04-01-2014 Hitnotering (week 169): 25-01-2014 Hitnotering (week 170 t/m 172): 15-03-2014 t/m 29-03-2014 Hitnotering (week 173 t/m 174): 27-09-2014 t/m 04-10-2014 Hitnotering (week 175): 18-10-2014 Hitnotering (week 176): 23-05-2015 | Hitnotering (week 1 t/m 105): 06-02-2010 t/m 04-02-2012 Hitnotering (week 106 t/m 122): 07-07-2012 t/m 27-10-2012 Hitnotering (week 123): 10-11-2012 Hitnotering (week 124 t/m 130): 01-12-2012 t/m 12-01-2013 Hitnotering (week 131 t/m 165): 26-01-2013 t/m 21-09-2013 Hitnotering (week 166 t/m 167): 05-10-2013 t/m 12-10-2013 Hitnotering (week 168): 04-01-2014 Hitnotering (week 169): 25-01-2014 Hitnotering (week 170 t/m 172): 15-03-2014 t/m 29-03-2014 Hitnotering (week 173 t/m 174): 27-09-2014 t/m 04-10-2014 Hitnotering (week 175): 18-10-2014 Hitnotering (week 176): 23-05-2015 | Hitnotering (week 1 t/m 105): 06-02-2010 t/m 04-02-2012 Hitnotering (week 106 t/m 122): 07-07-2012 t/m 27-10-2012 Hitnotering (week 123): 10-11-2012 Hitnotering (week 124 t/m 130): 01-12-2012 t/m 12-01-2013 Hitnotering (week 131 t/m 165): 26-01-2013 t/m 21-09-2013 Hitnotering (week 166 t/m 167): 05-10-2013 t/m 12-10-2013 Hitnotering (week 168): 04-01-2014 Hitnotering (week 169): 25-01-2014 Hitnotering (week 170 t/m 172): 15-03-2014 t/m 29-03-2014 Hitnotering (week 173 t/m 174): 27-09-2014 t/m 04-10-2014 Hitnotering (week 175): 18-10-2014 Hitnotering (week 176): 23-05-2015 | Hitnotering (week 1 t/m 105): 06-02-2010 t/m 04-02-2012 Hitnotering (week 106 t/m 122): 07-07-2012 t/m 27-10-2012 Hitnotering (week 123): 10-11-2012 Hitnotering (week 124 t/m 130): 01-12-2012 t/m 12-01-2013 Hitnotering (week 131 t/m 165): 26-01-2013 t/m 21-09-2013 Hitnotering (week 166 t/m 167): 05-10-2013 t/m 12-10-2013 Hitnotering (week 168): 04-01-2014 Hitnotering (week 169): 25-01-2014 Hitnotering (week 170 t/m 172): 15-03-2014 t/m 29-03-2014 Hitnotering (week 173 t/m 174): 27-09-2014 t/m 04-10-2014 Hitnotering (week 175): 18-10-2014 Hitnotering (week 176): 23-05-2015 | Hitnotering (week 1 t/m 105): 06-02-2010 t/m 04-02-2012 Hitnotering (week 106 t/m 122): 07-07-2012 t/m 27-10-2012 Hitnotering (week 123): 10-11-2012 Hitnotering (week 124 t/m 130): 01-12-2012 t/m 12-01-2013 Hitnotering (week 131 t/m 165): 26-01-2013 t/m 21-09-2013 Hitnotering (week 166 t/m 167): 05-10-2013 t/m 12-10-2013 Hitnotering (week 168): 04-01-2014 Hitnotering (week 169): 25-01-2014 Hitnotering (week 170 t/m 172): 15-03-2014 t/m 29-03-2014 Hitnotering (week 173 t/m 174): 27-09-2014 t/m 04-10-2014 Hitnotering (week 175): 18-10-2014 Hitnotering (week 176): 23-05-2015 | Hitnotering (week 1 t/m 105): 06-02-2010 t/m 04-02-2012 Hitnotering (week 106 t/m 122): 07-07-2012 t/m 27-10-2012 Hitnotering (week 123): 10-11-2012 Hitnotering (week 124 t/m 130): 01-12-2012 t/m 12-01-2013 Hitnotering (week 131 t/m 165): 26-01-2013 t/m 21-09-2013 Hitnotering (week 166 t/m 167): 05-10-2013 t/m 12-10-2013 Hitnotering (week 168): 04-01-2014 Hitnotering (week 169): 25-01-2014 Hitnotering (week 170 t/m 172): 15-03-2014 t/m 29-03-2014 Hitnotering (week 173 t/m 174): 27-09-2014 t/m 04-10-2014 Hitnotering (week 175): 18-10-2014 Hitnotering (week 176): 23-05-2015 | Hitnotering (week 1 t/m 105): 06-02-2010 t/m 04-02-2012 Hitnotering (week 106 t/m 122): 07-07-2012 t/m 27-10-2012 Hitnotering (week 123): 10-11-2012 Hitnotering (week 124 t/m 130): 01-12-2012 t/m 12-01-2013 Hitnotering (week 131 t/m 165): 26-01-2013 t/m 21-09-2013 Hitnotering (week 166 t/m 167): 05-10-2013 t/m 12-10-2013 Hitnotering (week 168): 04-01-2014 Hitnotering (week 169): 25-01-2014 Hitnotering (week 170 t/m 172): 15-03-2014 t/m 29-03-2014 Hitnotering (week 173 t/m 174): 27-09-2014 t/m 04-10-2014 Hitnotering (week 175): 18-10-2014 Hitnotering (week 176): 23-05-2015 |
| Week: | 1 | 2 | 3 | 4 | 5 | 6 | 7 | 8 | 9 | 10 | 11 | 12 | 13 | 14 | 15 | 16 | 17 | 18 | 19 | 20 | 21 | 22 |
| --- | --- | --- | --- | --- | --- | --- | --- | --- | --- | --- | --- | --- | --- | --- | --- | --- | --- | --- | --- | --- | --- | --- |
| Positie: | 1 | 1 | 1 | 1 | 1 | 1 | 1 | 1 | 2 | 1 | 1 | 1 | 1 | 1 | 1 | 1 | 1 | 2 | 1 | 1 | 1 | 1 |
| Week: | 23 | 24 | 25 | 26 | 27 | 28 | 29 | 30 | 31 | 32 | 33 | 34 | 35 | 36 | 37 | 38 | 39 | 40 | 41 | 42 | 43 | 44 |
| Positie: | 1 | 1 | 1 | 1 | 1 | 1 | 1 | 1 | 2 | 2 | 6 | 3 | 4 | 4 | 4 | 5 | 5 | 4 | 4 | 1 | 2 | 2 |
| Week: | 45 | 46 | 47 | 48 | 49 | 50 | 51 | 52 | 53 | 54 | 55 | 56 | 57 | 58 | 59 | 60 | 61 | 62 | 63 | 64 | 65 | 66 |
| Positie: | 2 | 3 | 4 | 1 | 2 | 2 | 2 | 3 | 3 | 4 | 5 | 3 | 4 | 6 | 6 | 6 | 8 | 6 | 5 | 5 | 8 | 3 |
| Week: | 67 | 68 | 69 | 70 | 71 | 72 | 73 | 74 | 75 | 76 | 77 | 78 | 79 | 80 | 81 | 82 | 83 | 84 | 85 | 86 | 87 | 88 |
| Positie: | 5 | 10 | 14 | 10 | 10 | 11 | 8 | 8 | 8 | 11 | 12 | 13 | 11 | 10 | 9 | 16 | 8 | 9 | 16 | 24 | 38 | 28 |
| Week: | 89 | 90 | 91 | 92 | 93 | 94 | 95 | 96 | 97 | 98 | 99 | 100 | 101 | 102 | 103 | 104 | 105 | | 106 | 107 | 108 | 109 |
| Positie: | 19 | 48 | 43 | 47 | 46 | 47 | 41 | 33 | 21 | 13 | 19 | 14 | 13 | 16 | 25 | 25 | 24 | uit | 22 | 8 | 13 | 21 |
| Week: | 110 | 111 | 112 | 113 | 114 | 115 | 116 | 117 | 118 | 119 | 120 | 121 | 122 | | 123 | | 124 | 125 | 126 | 127 | 128 | 129 |
| Positie: | 23 | 23 | 31 | 48 | 41 | 27 | 48 | 59 | 70 | 84 | 66 | 86 | 78 | uit | 95 | uit | 81 | 68 | 87 | 72 | 63 | 62 |
| Week: | 130 | | 131 | 132 | 133 | 134 | 135 | 136 | 137 | 138 | 139 | 140 | 141 | 142 | 143 | 144 | 145 | 146 | 147 | 148 | 149 | 150 |
| Positie: | 80 | uit | 93 | 58 | 74 | 79 | 85 | 50 | 66 | 86 | 92 | 77 | 38 | 75 | 87 | 92 | 55 | 16 | 32 | 49 | 44 | 60 |
| Week: | 151 | 152 | 153 | 154 | 155 | 156 | 157 | 158 | 159 | 160 | 161 | 162 | 163 | 164 | 165 | | 166 | 167 | | 168 | | 169 |
| Positie: | 51 | 62 | 50 | 42 | 61 | 35 | 39 | 34 | 44 | 52 | 57 | 65 | 52 | 82 | 85 | uit | 86 | 91 | uit | 92 | uit | 96 |
| Week: | | 170 | 171 | 172 | | 173 | 174 | | 175 | | 176 | | | | | | | | | | | |
| Positie: | uit | 48 | 80 | 96 | uit | 55 | 80 | uit | 100 | uit | 81 | uit | | | | | | | | | | |

### VlaamseUltratop 100Albums
| Hitnotering: (Week 1) 11-09-2010 Hitnotering: (Week 2 t/m 5) 25-09-2010 t/m 16-10-2010 Hitnotering: (Week 6) 20-11-20100 Hitnotering: (Week 7) 04-12-2010 Hitnotering: (Week 8) 18-12-2010 Hitnotering: (Week 9 t/m 16) 22-01-2011 t/m 12-03-2011 Hitnotering: (Week 17 t/m 18) 26-03-2011 t/m 02-04-2011 Hitnotering: (Week 19) 24-04-2011 Hitnotering: (Week 20) 07-05-2011 Hitnotering: (Week 21 t/m 27) 13-08-2011 t/m 24-09-2011 Hitnotering: (Week 28) 08-10-2011 Hitnotering: (Week 29) 21-01-2012 Hitnotering: (Week 30) 29-06-2013 Hitnotering: (Week 31 t/m 34) 13-07-2013 t/m 03-08-2013 Hitnotering: (Week 35) 17-08-2013 | Hitnotering: (Week 1) 11-09-2010 Hitnotering: (Week 2 t/m 5) 25-09-2010 t/m 16-10-2010 Hitnotering: (Week 6) 20-11-20100 Hitnotering: (Week 7) 04-12-2010 Hitnotering: (Week 8) 18-12-2010 Hitnotering: (Week 9 t/m 16) 22-01-2011 t/m 12-03-2011 Hitnotering: (Week 17 t/m 18) 26-03-2011 t/m 02-04-2011 Hitnotering: (Week 19) 24-04-2011 Hitnotering: (Week 20) 07-05-2011 Hitnotering: (Week 21 t/m 27) 13-08-2011 t/m 24-09-2011 Hitnotering: (Week 28) 08-10-2011 Hitnotering: (Week 29) 21-01-2012 Hitnotering: (Week 30) 29-06-2013 Hitnotering: (Week 31 t/m 34) 13-07-2013 t/m 03-08-2013 Hitnotering: (Week 35) 17-08-2013 | Hitnotering: (Week 1) 11-09-2010 Hitnotering: (Week 2 t/m 5) 25-09-2010 t/m 16-10-2010 Hitnotering: (Week 6) 20-11-20100 Hitnotering: (Week 7) 04-12-2010 Hitnotering: (Week 8) 18-12-2010 Hitnotering: (Week 9 t/m 16) 22-01-2011 t/m 12-03-2011 Hitnotering: (Week 17 t/m 18) 26-03-2011 t/m 02-04-2011 Hitnotering: (Week 19) 24-04-2011 Hitnotering: (Week 20) 07-05-2011 Hitnotering: (Week 21 t/m 27) 13-08-2011 t/m 24-09-2011 Hitnotering: (Week 28) 08-10-2011 Hitnotering: (Week 29) 21-01-2012 Hitnotering: (Week 30) 29-06-2013 Hitnotering: (Week 31 t/m 34) 13-07-2013 t/m 03-08-2013 Hitnotering: (Week 35) 17-08-2013 | Hitnotering: (Week 1) 11-09-2010 Hitnotering: (Week 2 t/m 5) 25-09-2010 t/m 16-10-2010 Hitnotering: (Week 6) 20-11-20100 Hitnotering: (Week 7) 04-12-2010 Hitnotering: (Week 8) 18-12-2010 Hitnotering: (Week 9 t/m 16) 22-01-2011 t/m 12-03-2011 Hitnotering: (Week 17 t/m 18) 26-03-2011 t/m 02-04-2011 Hitnotering: (Week 19) 24-04-2011 Hitnotering: (Week 20) 07-05-2011 Hitnotering: (Week 21 t/m 27) 13-08-2011 t/m 24-09-2011 Hitnotering: (Week 28) 08-10-2011 Hitnotering: (Week 29) 21-01-2012 Hitnotering: (Week 30) 29-06-2013 Hitnotering: (Week 31 t/m 34) 13-07-2013 t/m 03-08-2013 Hitnotering: (Week 35) 17-08-2013 | Hitnotering: (Week 1) 11-09-2010 Hitnotering: (Week 2 t/m 5) 25-09-2010 t/m 16-10-2010 Hitnotering: (Week 6) 20-11-20100 Hitnotering: (Week 7) 04-12-2010 Hitnotering: (Week 8) 18-12-2010 Hitnotering: (Week 9 t/m 16) 22-01-2011 t/m 12-03-2011 Hitnotering: (Week 17 t/m 18) 26-03-2011 t/m 02-04-2011 Hitnotering: (Week 19) 24-04-2011 Hitnotering: (Week 20) 07-05-2011 Hitnotering: (Week 21 t/m 27) 13-08-2011 t/m 24-09-2011 Hitnotering: (Week 28) 08-10-2011 Hitnotering: (Week 29) 21-01-2012 Hitnotering: (Week 30) 29-06-2013 Hitnotering: (Week 31 t/m 34) 13-07-2013 t/m 03-08-2013 Hitnotering: (Week 35) 17-08-2013 | Hitnotering: (Week 1) 11-09-2010 Hitnotering: (Week 2 t/m 5) 25-09-2010 t/m 16-10-2010 Hitnotering: (Week 6) 20-11-20100 Hitnotering: (Week 7) 04-12-2010 Hitnotering: (Week 8) 18-12-2010 Hitnotering: (Week 9 t/m 16) 22-01-2011 t/m 12-03-2011 Hitnotering: (Week 17 t/m 18) 26-03-2011 t/m 02-04-2011 Hitnotering: (Week 19) 24-04-2011 Hitnotering: (Week 20) 07-05-2011 Hitnotering: (Week 21 t/m 27) 13-08-2011 t/m 24-09-2011 Hitnotering: (Week 28) 08-10-2011 Hitnotering: (Week 29) 21-01-2012 Hitnotering: (Week 30) 29-06-2013 Hitnotering: (Week 31 t/m 34) 13-07-2013 t/m 03-08-2013 Hitnotering: (Week 35) 17-08-2013 | Hitnotering: (Week 1) 11-09-2010 Hitnotering: (Week 2 t/m 5) 25-09-2010 t/m 16-10-2010 Hitnotering: (Week 6) 20-11-20100 Hitnotering: (Week 7) 04-12-2010 Hitnotering: (Week 8) 18-12-2010 Hitnotering: (Week 9 t/m 16) 22-01-2011 t/m 12-03-2011 Hitnotering: (Week 17 t/m 18) 26-03-2011 t/m 02-04-2011 Hitnotering: (Week 19) 24-04-2011 Hitnotering: (Week 20) 07-05-2011 Hitnotering: (Week 21 t/m 27) 13-08-2011 t/m 24-09-2011 Hitnotering: (Week 28) 08-10-2011 Hitnotering: (Week 29) 21-01-2012 Hitnotering: (Week 30) 29-06-2013 Hitnotering: (Week 31 t/m 34) 13-07-2013 t/m 03-08-2013 Hitnotering: (Week 35) 17-08-2013 | Hitnotering: (Week 1) 11-09-2010 Hitnotering: (Week 2 t/m 5) 25-09-2010 t/m 16-10-2010 Hitnotering: (Week 6) 20-11-20100 Hitnotering: (Week 7) 04-12-2010 Hitnotering: (Week 8) 18-12-2010 Hitnotering: (Week 9 t/m 16) 22-01-2011 t/m 12-03-2011 Hitnotering: (Week 17 t/m 18) 26-03-2011 t/m 02-04-2011 Hitnotering: (Week 19) 24-04-2011 Hitnotering: (Week 20) 07-05-2011 Hitnotering: (Week 21 t/m 27) 13-08-2011 t/m 24-09-2011 Hitnotering: (Week 28) 08-10-2011 Hitnotering: (Week 29) 21-01-2012 Hitnotering: (Week 30) 29-06-2013 Hitnotering: (Week 31 t/m 34) 13-07-2013 t/m 03-08-2013 Hitnotering: (Week 35) 17-08-2013 | Hitnotering: (Week 1) 11-09-2010 Hitnotering: (Week 2 t/m 5) 25-09-2010 t/m 16-10-2010 Hitnotering: (Week 6) 20-11-20100 Hitnotering: (Week 7) 04-12-2010 Hitnotering: (Week 8) 18-12-2010 Hitnotering: (Week 9 t/m 16) 22-01-2011 t/m 12-03-2011 Hitnotering: (Week 17 t/m 18) 26-03-2011 t/m 02-04-2011 Hitnotering: (Week 19) 24-04-2011 Hitnotering: (Week 20) 07-05-2011 Hitnotering: (Week 21 t/m 27) 13-08-2011 t/m 24-09-2011 Hitnotering: (Week 28) 08-10-2011 Hitnotering: (Week 29) 21-01-2012 Hitnotering: (Week 30) 29-06-2013 Hitnotering: (Week 31 t/m 34) 13-07-2013 t/m 03-08-2013 Hitnotering: (Week 35) 17-08-2013 | Hitnotering: (Week 1) 11-09-2010 Hitnotering: (Week 2 t/m 5) 25-09-2010 t/m 16-10-2010 Hitnotering: (Week 6) 20-11-20100 Hitnotering: (Week 7) 04-12-2010 Hitnotering: (Week 8) 18-12-2010 Hitnotering: (Week 9 t/m 16) 22-01-2011 t/m 12-03-2011 Hitnotering: (Week 17 t/m 18) 26-03-2011 t/m 02-04-2011 Hitnotering: (Week 19) 24-04-2011 Hitnotering: (Week 20) 07-05-2011 Hitnotering: (Week 21 t/m 27) 13-08-2011 t/m 24-09-2011 Hitnotering: (Week 28) 08-10-2011 Hitnotering: (Week 29) 21-01-2012 Hitnotering: (Week 30) 29-06-2013 Hitnotering: (Week 31 t/m 34) 13-07-2013 t/m 03-08-2013 Hitnotering: (Week 35) 17-08-2013 | Hitnotering: (Week 1) 11-09-2010 Hitnotering: (Week 2 t/m 5) 25-09-2010 t/m 16-10-2010 Hitnotering: (Week 6) 20-11-20100 Hitnotering: (Week 7) 04-12-2010 Hitnotering: (Week 8) 18-12-2010 Hitnotering: (Week 9 t/m 16) 22-01-2011 t/m 12-03-2011 Hitnotering: (Week 17 t/m 18) 26-03-2011 t/m 02-04-2011 Hitnotering: (Week 19) 24-04-2011 Hitnotering: (Week 20) 07-05-2011 Hitnotering: (Week 21 t/m 27) 13-08-2011 t/m 24-09-2011 Hitnotering: (Week 28) 08-10-2011 Hitnotering: (Week 29) 21-01-2012 Hitnotering: (Week 30) 29-06-2013 Hitnotering: (Week 31 t/m 34) 13-07-2013 t/m 03-08-2013 Hitnotering: (Week 35) 17-08-2013 | Hitnotering: (Week 1) 11-09-2010 Hitnotering: (Week 2 t/m 5) 25-09-2010 t/m 16-10-2010 Hitnotering: (Week 6) 20-11-20100 Hitnotering: (Week 7) 04-12-2010 Hitnotering: (Week 8) 18-12-2010 Hitnotering: (Week 9 t/m 16) 22-01-2011 t/m 12-03-2011 Hitnotering: (Week 17 t/m 18) 26-03-2011 t/m 02-04-2011 Hitnotering: (Week 19) 24-04-2011 Hitnotering: (Week 20) 07-05-2011 Hitnotering: (Week 21 t/m 27) 13-08-2011 t/m 24-09-2011 Hitnotering: (Week 28) 08-10-2011 Hitnotering: (Week 29) 21-01-2012 Hitnotering: (Week 30) 29-06-2013 Hitnotering: (Week 31 t/m 34) 13-07-2013 t/m 03-08-2013 Hitnotering: (Week 35) 17-08-2013 | Hitnotering: (Week 1) 11-09-2010 Hitnotering: (Week 2 t/m 5) 25-09-2010 t/m 16-10-2010 Hitnotering: (Week 6) 20-11-20100 Hitnotering: (Week 7) 04-12-2010 Hitnotering: (Week 8) 18-12-2010 Hitnotering: (Week 9 t/m 16) 22-01-2011 t/m 12-03-2011 Hitnotering: (Week 17 t/m 18) 26-03-2011 t/m 02-04-2011 Hitnotering: (Week 19) 24-04-2011 Hitnotering: (Week 20) 07-05-2011 Hitnotering: (Week 21 t/m 27) 13-08-2011 t/m 24-09-2011 Hitnotering: (Week 28) 08-10-2011 Hitnotering: (Week 29) 21-01-2012 Hitnotering: (Week 30) 29-06-2013 Hitnotering: (Week 31 t/m 34) 13-07-2013 t/m 03-08-2013 Hitnotering: (Week 35) 17-08-2013 | Hitnotering: (Week 1) 11-09-2010 Hitnotering: (Week 2 t/m 5) 25-09-2010 t/m 16-10-2010 Hitnotering: (Week 6) 20-11-20100 Hitnotering: (Week 7) 04-12-2010 Hitnotering: (Week 8) 18-12-2010 Hitnotering: (Week 9 t/m 16) 22-01-2011 t/m 12-03-2011 Hitnotering: (Week 17 t/m 18) 26-03-2011 t/m 02-04-2011 Hitnotering: (Week 19) 24-04-2011 Hitnotering: (Week 20) 07-05-2011 Hitnotering: (Week 21 t/m 27) 13-08-2011 t/m 24-09-2011 Hitnotering: (Week 28) 08-10-2011 Hitnotering: (Week 29) 21-01-2012 Hitnotering: (Week 30) 29-06-2013 Hitnotering: (Week 31 t/m 34) 13-07-2013 t/m 03-08-2013 Hitnotering: (Week 35) 17-08-2013 | Hitnotering: (Week 1) 11-09-2010 Hitnotering: (Week 2 t/m 5) 25-09-2010 t/m 16-10-2010 Hitnotering: (Week 6) 20-11-20100 Hitnotering: (Week 7) 04-12-2010 Hitnotering: (Week 8) 18-12-2010 Hitnotering: (Week 9 t/m 16) 22-01-2011 t/m 12-03-2011 Hitnotering: (Week 17 t/m 18) 26-03-2011 t/m 02-04-2011 Hitnotering: (Week 19) 24-04-2011 Hitnotering: (Week 20) 07-05-2011 Hitnotering: (Week 21 t/m 27) 13-08-2011 t/m 24-09-2011 Hitnotering: (Week 28) 08-10-2011 Hitnotering: (Week 29) 21-01-2012 Hitnotering: (Week 30) 29-06-2013 Hitnotering: (Week 31 t/m 34) 13-07-2013 t/m 03-08-2013 Hitnotering: (Week 35) 17-08-2013 | Hitnotering: (Week 1) 11-09-2010 Hitnotering: (Week 2 t/m 5) 25-09-2010 t/m 16-10-2010 Hitnotering: (Week 6) 20-11-20100 Hitnotering: (Week 7) 04-12-2010 Hitnotering: (Week 8) 18-12-2010 Hitnotering: (Week 9 t/m 16) 22-01-2011 t/m 12-03-2011 Hitnotering: (Week 17 t/m 18) 26-03-2011 t/m 02-04-2011 Hitnotering: (Week 19) 24-04-2011 Hitnotering: (Week 20) 07-05-2011 Hitnotering: (Week 21 t/m 27) 13-08-2011 t/m 24-09-2011 Hitnotering: (Week 28) 08-10-2011 Hitnotering: (Week 29) 21-01-2012 Hitnotering: (Week 30) 29-06-2013 Hitnotering: (Week 31 t/m 34) 13-07-2013 t/m 03-08-2013 Hitnotering: (Week 35) 17-08-2013 | Hitnotering: (Week 1) 11-09-2010 Hitnotering: (Week 2 t/m 5) 25-09-2010 t/m 16-10-2010 Hitnotering: (Week 6) 20-11-20100 Hitnotering: (Week 7) 04-12-2010 Hitnotering: (Week 8) 18-12-2010 Hitnotering: (Week 9 t/m 16) 22-01-2011 t/m 12-03-2011 Hitnotering: (Week 17 t/m 18) 26-03-2011 t/m 02-04-2011 Hitnotering: (Week 19) 24-04-2011 Hitnotering: (Week 20) 07-05-2011 Hitnotering: (Week 21 t/m 27) 13-08-2011 t/m 24-09-2011 Hitnotering: (Week 28) 08-10-2011 Hitnotering: (Week 29) 21-01-2012 Hitnotering: (Week 30) 29-06-2013 Hitnotering: (Week 31 t/m 34) 13-07-2013 t/m 03-08-2013 Hitnotering: (Week 35) 17-08-2013 | Hitnotering: (Week 1) 11-09-2010 Hitnotering: (Week 2 t/m 5) 25-09-2010 t/m 16-10-2010 Hitnotering: (Week 6) 20-11-20100 Hitnotering: (Week 7) 04-12-2010 Hitnotering: (Week 8) 18-12-2010 Hitnotering: (Week 9 t/m 16) 22-01-2011 t/m 12-03-2011 Hitnotering: (Week 17 t/m 18) 26-03-2011 t/m 02-04-2011 Hitnotering: (Week 19) 24-04-2011 Hitnotering: (Week 20) 07-05-2011 Hitnotering: (Week 21 t/m 27) 13-08-2011 t/m 24-09-2011 Hitnotering: (Week 28) 08-10-2011 Hitnotering: (Week 29) 21-01-2012 Hitnotering: (Week 30) 29-06-2013 Hitnotering: (Week 31 t/m 34) 13-07-2013 t/m 03-08-2013 Hitnotering: (Week 35) 17-08-2013 | Hitnotering: (Week 1) 11-09-2010 Hitnotering: (Week 2 t/m 5) 25-09-2010 t/m 16-10-2010 Hitnotering: (Week 6) 20-11-20100 Hitnotering: (Week 7) 04-12-2010 Hitnotering: (Week 8) 18-12-2010 Hitnotering: (Week 9 t/m 16) 22-01-2011 t/m 12-03-2011 Hitnotering: (Week 17 t/m 18) 26-03-2011 t/m 02-04-2011 Hitnotering: (Week 19) 24-04-2011 Hitnotering: (Week 20) 07-05-2011 Hitnotering: (Week 21 t/m 27) 13-08-2011 t/m 24-09-2011 Hitnotering: (Week 28) 08-10-2011 Hitnotering: (Week 29) 21-01-2012 Hitnotering: (Week 30) 29-06-2013 Hitnotering: (Week 31 t/m 34) 13-07-2013 t/m 03-08-2013 Hitnotering: (Week 35) 17-08-2013 | Hitnotering: (Week 1) 11-09-2010 Hitnotering: (Week 2 t/m 5) 25-09-2010 t/m 16-10-2010 Hitnotering: (Week 6) 20-11-20100 Hitnotering: (Week 7) 04-12-2010 Hitnotering: (Week 8) 18-12-2010 Hitnotering: (Week 9 t/m 16) 22-01-2011 t/m 12-03-2011 Hitnotering: (Week 17 t/m 18) 26-03-2011 t/m 02-04-2011 Hitnotering: (Week 19) 24-04-2011 Hitnotering: (Week 20) 07-05-2011 Hitnotering: (Week 21 t/m 27) 13-08-2011 t/m 24-09-2011 Hitnotering: (Week 28) 08-10-2011 Hitnotering: (Week 29) 21-01-2012 Hitnotering: (Week 30) 29-06-2013 Hitnotering: (Week 31 t/m 34) 13-07-2013 t/m 03-08-2013 Hitnotering: (Week 35) 17-08-2013 | Hitnotering: (Week 1) 11-09-2010 Hitnotering: (Week 2 t/m 5) 25-09-2010 t/m 16-10-2010 Hitnotering: (Week 6) 20-11-20100 Hitnotering: (Week 7) 04-12-2010 Hitnotering: (Week 8) 18-12-2010 Hitnotering: (Week 9 t/m 16) 22-01-2011 t/m 12-03-2011 Hitnotering: (Week 17 t/m 18) 26-03-2011 t/m 02-04-2011 Hitnotering: (Week 19) 24-04-2011 Hitnotering: (Week 20) 07-05-2011 Hitnotering: (Week 21 t/m 27) 13-08-2011 t/m 24-09-2011 Hitnotering: (Week 28) 08-10-2011 Hitnotering: (Week 29) 21-01-2012 Hitnotering: (Week 30) 29-06-2013 Hitnotering: (Week 31 t/m 34) 13-07-2013 t/m 03-08-2013 Hitnotering: (Week 35) 17-08-2013 | Hitnotering: (Week 1) 11-09-2010 Hitnotering: (Week 2 t/m 5) 25-09-2010 t/m 16-10-2010 Hitnotering: (Week 6) 20-11-20100 Hitnotering: (Week 7) 04-12-2010 Hitnotering: (Week 8) 18-12-2010 Hitnotering: (Week 9 t/m 16) 22-01-2011 t/m 12-03-2011 Hitnotering: (Week 17 t/m 18) 26-03-2011 t/m 02-04-2011 Hitnotering: (Week 19) 24-04-2011 Hitnotering: (Week 20) 07-05-2011 Hitnotering: (Week 21 t/m 27) 13-08-2011 t/m 24-09-2011 Hitnotering: (Week 28) 08-10-2011 Hitnotering: (Week 29) 21-01-2012 Hitnotering: (Week 30) 29-06-2013 Hitnotering: (Week 31 t/m 34) 13-07-2013 t/m 03-08-2013 Hitnotering: (Week 35) 17-08-2013 | Hitnotering: (Week 1) 11-09-2010 Hitnotering: (Week 2 t/m 5) 25-09-2010 t/m 16-10-2010 Hitnotering: (Week 6) 20-11-20100 Hitnotering: (Week 7) 04-12-2010 Hitnotering: (Week 8) 18-12-2010 Hitnotering: (Week 9 t/m 16) 22-01-2011 t/m 12-03-2011 Hitnotering: (Week 17 t/m 18) 26-03-2011 t/m 02-04-2011 Hitnotering: (Week 19) 24-04-2011 Hitnotering: (Week 20) 07-05-2011 Hitnotering: (Week 21 t/m 27) 13-08-2011 t/m 24-09-2011 Hitnotering: (Week 28) 08-10-2011 Hitnotering: (Week 29) 21-01-2012 Hitnotering: (Week 30) 29-06-2013 Hitnotering: (Week 31 t/m 34) 13-07-2013 t/m 03-08-2013 Hitnotering: (Week 35) 17-08-2013 |
| Week: | 1 | | 2 | 3 | 4 | 5 | | 6 | | 7 | | 8 | | 9 | 10 | 11 | 12 | 13 | 14 | 15 | 16 | |
| --- | --- | --- | --- | --- | --- | --- | --- | --- | --- | --- | --- | --- | --- | --- | --- | --- | --- | --- | --- | --- | --- | --- |
| Positie: | 91 | uit | 41 | 54 | 69 | 70 | uit | 89 | uit | 88 | uit | 93 | uit | 79 | 64 | 56 | 75 | 58 | 63 | 75 | 86 | uit |
| Week: | 17 | 18 | | 19 | | 20 | | 21 | 22 | 23 | 24 | 25 | 26 | 27 | | 28 | | 29 | | 30 | | 31 |
| Positie: | 82 | 97 | uit | 94 | uit | 90 | uit | 50 | 32 | 23 | 29 | 64 | 81 | 95 | uit | 98 | uit | 90 | uit | 184 | uit | 69 |
| Week: | 32 | 33 | 34 | | 35 | | | | | | | | | | | | | | | | | |
| Positie: | 117 | 146 | 127 | uit | 177 | uit | | | | | | | | | | | | | | | | |